# Firmin Jacobs (notaris)
Carolus Engelbertus Firminus Leopoldus (Firmin) Jacobs (Halen, 5 juni 1832 - Weert (Nederland), 26 december 1916) was een Belgische burgemeester.

## Levensloop
Firmin Jacobs was net als zijn vader Petrus Jacobus notaris. Hij werd in 1872 burgemeester van Halen. Hij bleef dat tot hij in 1914 bij het begin van de Eerste Wereldoorlog naar Nederland vluchtte. Daar overleed hij twee jaar later.